# Isla del Portichol
La isla del Portichol (Illa del Portitxol en valenciano) es una isla que se sitúa en el término municipal de Jávea, comarca Marina Alta, de la provincia de Alicante, Comunidad Valenciana (España).
Es una isla maciza de forma redonda con una superficie de 8,3 hectáreas situada a pocos metros del cabo de la Nao, en Jávea, frente a la ensenada del Portichol y separada de la costa por un istmo submarino de unos 3 m de profundidad. Su orografía es montuosa y rocosa, llegando a alcanzar los 75 m de altura, pese a lo cual llegó a estar en tiempos habitada periódicamente, habiéndose encontrado incluso enterramientos e importantes restos arqueológicos de la época romana. En su parte más alta existe una pequeña construcción y toda la isla está atravesada por senderos hechos por excursionistas. 
A finales del siglo XVIII Bartolomé Cholbi Vives adquiriró esta isla a los hermanos Antonia, Josefa, María y Francisca Pastor Cardona, en contrato verbal, que fue ratificado en el expediente del juzgado municipal de Jávea el 15 de diciembre de 1900. La familia Cholbi, marineros de profesión, se trasladan a Melilla. Bartolomé acumuló débitos por impago de la contribución rústica, por lo que la isla fue embargada y subastada, en 1926, por una deuda de 5425 pesetas. La primera subasta quedó desierta. En la segunda, tras aplicarse una quita, su hijo, Francisco Cholbi Diego ofrece 2000 pesetas, que son aceptadas y se remata la subasta. A su muerte, en 1954, hereda la isla su hijo, Francisco Cholbi Mata, residente en melilla. Éste la pone en venta, anunciándolo en los periódicos valencianos y madrileños. Fue entonces cuando el benefactor Guillermo Pons Ibáñez, el 1 de marzo de 1957, se traslada a la ciudad autónoma y cierra la compra en contrato privado, que rápidamente pasa a ser público.
En 1972 Guillermo Pons hipoteca la isla, como garantía de un préstamo concedido por Banco Industrial de Cataluña por un importe de 15 millones de pesetas. Con ese dinero y otros recursos propios, Guillermo Pons continuó adquiriendo suelo en el Portichol, hasta juntar 98 escrituras de propiedad. En 1984 se liquida la deuda y se escritura el levantamiento de la hipoteca. La isla y resto de la zona del Portichol es conservado en su estado natural. A la muerte de Guillermo Pons, acaecida en 1997, la isla pasa a manos de sus sobrinos, que son los que la poseen en la actualidad.